# Albert Ehrenstein
Albert Ehrenstein (ur. 23 grudnia 1886 w Wiedniu, zm. 8 kwietnia 1950 w Nowym Jorku) – niemiecki poeta i pisarz. Był ekspresjonistą, odrzucał mieszczańskie wartości i fascynował się Orientem, a zwłaszcza Chinami.

## Dzieła

### Poezja
- Der Mensch Schreit (1916)
- Die rote Zeit (1917)
- Briefe an Gott (1922)
- Das gelbe Lied (1933)

### Proza
- Tubutsch (1911)
- Der Selbstmord eines Katers (1912)
- Ritter des Todes (1926)
- Gedichte und Prosa (wydanie pośmiertne – Jerozolima: 1961)